# Der Jüngling (Konrad von Haslau)
Der Jüngling ist ein Lehrgedicht von Konrad von Haslau, das 1.264 Verse umfasst und vermutlich um 1270/80 in Niederösterreich entstanden ist. Bei dem Lehrgedicht handelt es sich um eine spätmittelalterliche moralisierend-reflektierende Erziehungs- und Lebenslehre für die kleinadelige Jugend.

## Autor
„Der Jüngling“ ist anonym überliefert, dennoch wird in der Forschung mit großer Sicherheit davon ausgegangen, dass Konrad von Haslau der Autor ist. Diese Annahme stützt sich auf die Tatsache, dass der Dichter Seifried Helbling  in seinem Werk eine Dichtung mit Hinweis auf die Pfennigbuße erwähnt und als Autor dieser Dichtung Konrad von Haslau angibt. Da im „Jüngling“ die Pfennigbuße ein Grundmotiv darstellt, kann davon ausgegangen werden, dass Konrad von Haslau der Dichter des „Jüngling“ ist.
„Der Jüngling“ wird von der Forschung auf die späten 1270er oder die 1280er datiert. Anhaltspunkte dafür sind zum einen die Dichtung des Seifried Helbling, die sich auf 1292/93 festlegen lässt. Seifried Helbling spricht darin von einer länger zurückliegenden Vergangenheit, Konrad von Haslau muss also davor sein Werk verfasst haben. Zum anderen bieten die verhältnismäßig reinen Reime und die freie Metrik einen weiteren Anhaltspunkt für die Datierung.
Der Namenszusatz „von Haslau“ ist nicht eindeutig geklärt. Es könnte sein, dass es sich dabei um eine Ortsangabe handelt. Da Seifried Helbling aus Niederösterreich stammt und Konrad von Haslau als seinen Landsmann bezeichnet, ist anzunehmen, dass Konrad von Haslau auch Niederösterreicher war. Dann weist die Ortsangabe „von Haslau“ am ehesten auf den Ort Haslau an der Leitha in Niederösterreich. Es ist aber auch möglich, dass Konrad von Haslau im Dienst der adeligen Familie von Haslau gestanden hat. Konrads von Haslau Sprache, die reich an volkstümlichen Redensarten und österreichischen Dialektwörtern ist, zeigt jedenfalls deutlich, dass er Österreicher war.
Es kann davon ausgegangen werden, dass Konrad von Haslau ein fahrender Literat war, der sich in adeligen Häusern als Erzieher sein Brot verdiente. Aus seinem Werk kann man außerdem schließen, dass Konrad von Haslau die Erziehung und Vermittlung der neuen, späthöfischen Werte ein persönliches Anliegen war. In seiner Dichtung präsentiert er sich als zeitkritischer Geist, der seine Anstands- und Lebenslehre sehr engagiert verbreitet und weitergegeben hat.

## Überlieferung

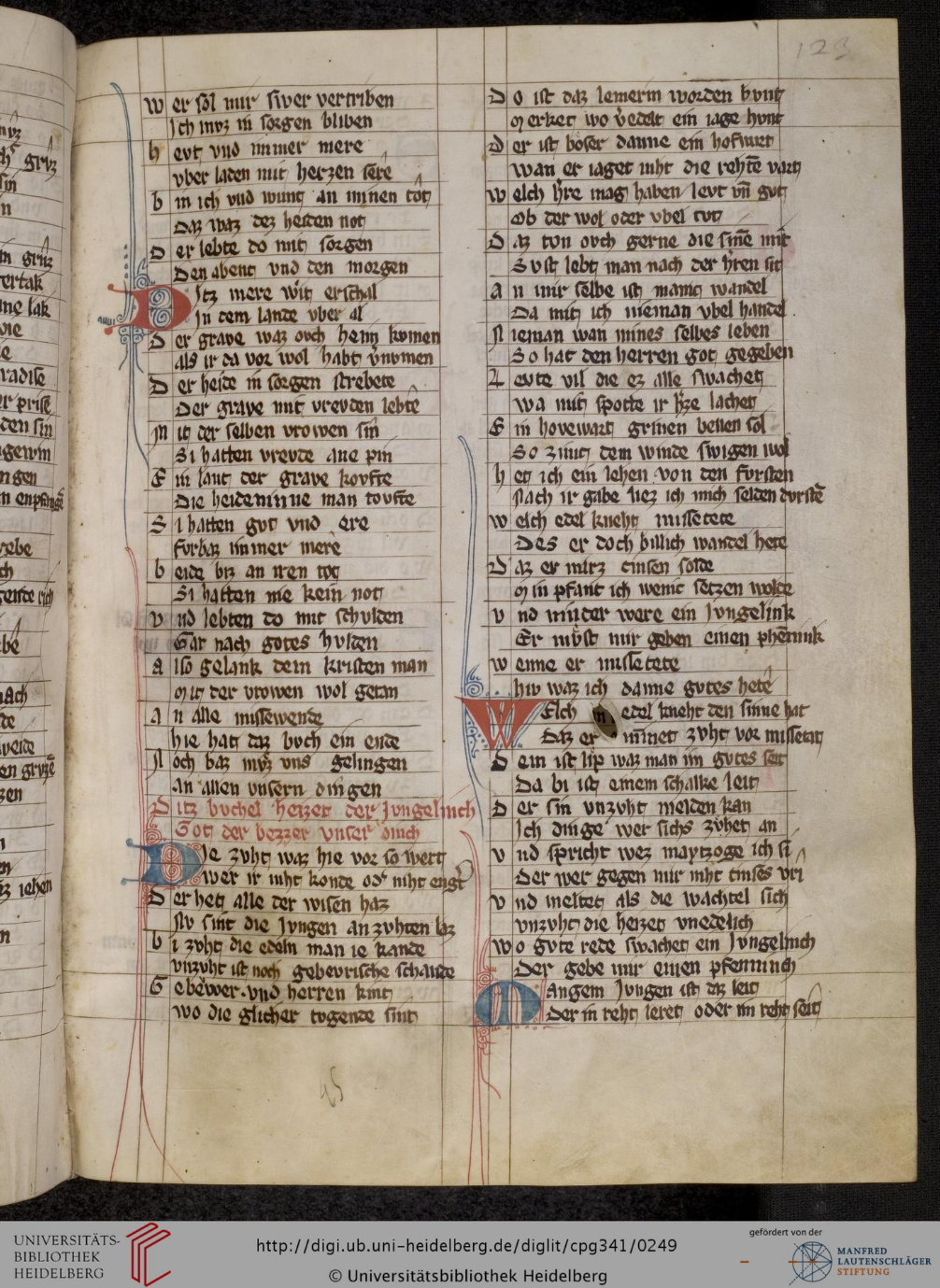
Universitätsbibliothek Heidelberg, cpg 341, fol. 123r

Der Text ist anonym in drei Handschriften überliefert, aber nur in zwei Handschriften ist er vollständig erhalten.
Vollständig erhalten ist er in H: Heidelberg cpg 341, 123ra-131ra und K: Genf-Cologny, Bibl. Bodmeriana, cod. Bodmer 72 (Kaloczaer Codex) 126rb-134ra. In der dritten Handschrift L: Leipzig, UB, Ms. 946, 64v-65v ist ein Auszug von den Versen 295–448 enthalten.
Während H den Jüngling als drei selbstständige Gedichte unter drei verschiedenen Titeln überliefert, fügt K ihn richtig zu einem Stück zusammen.
Bei der Handschrift H: Cod. Pal. germ. (cpg) 341 handelt es sich um eine Sammelhandschrift mit Reimpaardichtungen aus dem Raum Nordwestböhmen / Oberfranken / südliches Vogtland, die im ersten Viertel des 14. Jahrhunderts entstanden ist.
Auf der Seite 123r der Handschrift der Universitätsbibliothek Heidelberg ist der Beginn der Dichtung zu sehen. Die Dichtung beginnt mit einer versifizierten Überschrift, die mit roter Tinte geschrieben ist. Diese Überschrift stellt eine Besonderheit dar, da sie der Dichtung einen Titel gibt, was für mittelalterliche Werke selten bezeugt ist. Sie beginnt mit den Worten: „Dieses Büchlein heißt der Jüngling“. Auf der Abbildung kann man auch erkennen, dass die Pergament-Seite ein kleines Loch hat, um das herumgeschrieben wurde; es muss also schon vor der Beschreibung der Seiten da gewesen sein. Insgesamt handelt es sich bei dieser Handschrift um eine sehr schöne und repräsentative Überlieferung.

## Text
„Der Jüngling“ ist ein Lehrgedicht und war für die adelige Jugend bestimmt. Der Text umfasst 1.264 Reimpaarverse und ist in strophenähnliche Abschnitte unterteilt, die jeweils erzieherische Lehren für junge Adelige enthalten. Dabei handelt es sich stets um Belehrungen, Mahnungen oder Aufforderungen mit einem Hinweis auf den vom Autor gewünschten Soll-Zustand. Jeder dieser Abschnitte schließt mit einer manchmal leicht abgewandelten Formel, in der für einen Verstoß gegen die dargelegten Verhaltensregeln von dem Jüngling ein Pfennig verlangt wird. Diese Strafe wird aber je nach Schwere des Vergehens variiert, neben dem Pfennig gibt es noch einen Schilling, eine Mark, ein Pfund, und bei besonders schwerem Vergehen wird die Bußannahme sogar verweigert. Einmal wird von der Strafe abgesehen und dem Lehrmeister als dem eigentlichen Schuldigen eine Buße von 24 Pfennig abverlangt. Am Inhalt der Lehren erkennt man den kulturellen Wandel der Epoche: Die sittlichen Normen der höfischen Zeit sind verblasst, Minnedienst, ritterliche Waffenübung und der erzieherische Wert höfischer Literatur spielen keine Rolle mehr. Es sind neue Werte der späthöfischen Zeit, die verhandelt werden. Konrad von Haslau thematisiert unter anderem Verhaltensregeln, gutes Benehmen bei Tisch und beim Reiten, Sorgfalt in Kleidung und Pflege der äußeren Erscheinung und Warnung vor Trunk und Würfelspiel. Des Weiteren stellt er moralische Forderungen nach Wahrheit und Aufrichtigkeit, Maßhalten und Einsicht auch beim rechten Gebrauch des Reichtums. Außerdem formuliert er Ratschläge für Erzieher, die die Kinder weder zu hart noch zu nachsichtig behandeln sollen.

### Inhaltliche Zusammenfassung
| V. 1–34      | Einleitung mit allgemeinen Gedanken zur „zuht“ und deren Aufgaben einst und jetzt                                                                   |
| V. 35–54     | Allgemeiner Tadel wegen Unbelehrbarkeit |
| V. 55–100    | Über schlechte Haltung, Pflege des Äußeren, schlampige Bekleidung                                                                                   |
| V. 101–110   | Über Zuchtmangel, Mahnung an Möglichkeit durch Nachahmung guter Vorbilder zu lernen                                                                 |
| V. 111–124   | Rückenzuwenden, Klobigkeit getadelt |
| V. 125–138   | Verurteilung des Vordrängens irgendeines Untergebenen                                                                                               |
| V. 139–162   | schelmisch-übermütiges Benehmen an der Tafel oder am Herrenhof angeprangert                                                                         |
| V. 163–176   | Aufforderung, nicht den Herren den Weg zu verstellen und Widerrede zu führen                                                                        |
| V. 177–202   | Gegen Schmeichler |
| V. 203–226   | Ideales Herrenverhalten durch beispielhafte Rollenannahme des Autors vorgeführt                                                                     |
| V. 227–268   | Vergleich der Erziehung mit Falkenzucht. Vogelgleichnis zwischen „mûsar“ und „pilgrîmvalken“ auf verderbte bzw. vorbildliche Jugendliche übertragen |
| V. 269–294   | Allgemein über Schaden wegen übler Kinderstube, die zu Untugenden wie häufigem Wirtshausbesuch und Würfelspiel führe                                |
| V. 295–514   | Vehemente Stellungnahme gegen Spielleidenschaft, schlimme Folgen vor Augen gehalten                                                                 |
| V. 515–676   | Tischunsitten lebensnah beschrieben |
| V. 677–740   | Über närrische Bekleidung, unschickliches Auftreten vor Damen                                                                                       |
| V. 741–808   | Erzählung von einem „wîsen manne“ und seinem Sohn, Klage über die Lüge                                                                              |
| V. 809–830   | Über das Alter der Bestrafbaren |
| V. 831–928   | Rätsel von den schädlichen Kindern Keyes mit der Lösung, dass es sich dabei um hinterhältige Hofdiener handle                                       |
| V. 929–966   | Rechtes Verhalten in der Kirche gepredigt |
| V. 967–1002  | Über Unbelehrbarkeit und ausgelassen-bäurisches Benehmen der Jünglinge                                                                              |
| V. 1003–1042 | Positives Beispiel der Tugendhaftigkeit geschildert, kontrastiert mit missratenen Menschen                                                          |
| V. 1043–1068 | „wîse“ als Ratgeber der Herrschenden, Verknüpfung von Besitz und Ehre verlangt                                                                      |
| V. 1069–1082 | Persönliche Bitte an Gott um rechtes Maß an Besitz, damit Seelenheil nicht gefährdet werde                                                          |
| V. 1083–1096 | Tadel an schlechter Vermögensverwaltung der Herren und Beschenkung Unwürdiger                                                                       |
| V. 1097–1228 | Drei Arten der Kindererziehung beschrieben, Zurechtweisung des ungeschickten Zuchtmeisters                                                          |
| V. 1229–1264 | Über den richtigen, schicklichen Umgang mit Pferden                                                                                                 |

### Textprobe
Konrad von Haslau beschreibt gegen Ende seiner Dichtung, dass er drei Arten der Kindererziehung kennt, die das Kind verderben. Als erstes warnt er davor, das Kind zu sehr zu verzärteln, dann beschreibt er die Erziehung eines Kindes, das in bitterer Armut aufwächst, und als letztes widmet er sich dem Kind, das zu viel geschlagen wird. Konrad von Haslau wendet sich dann direkt an die Erzieher und mahnt sie, dem Kind nicht unnötige, brutale Gewalt anzutun. Die nachfolgende Textstelle beinhaltet die Zurechtweisung des Zuchtmeisters.
| Von dem dritten tun ich kunt, daz man vil sleht ze aller stunt, so ez sin niht verdinet hat, und so ez ein unzuht begat, des let man ez gar genozzen. welch maitzoge ist so bedrozzen, daz er sin selbes zorn richet und sich mit scheltworten versprichet, der hat sin zuht da mit verlorn und wer vil bezzer verborn. daz kint gehoret zu dem rise und zuhtiger rede, di doch wise. daz furcht ez sere und lemt ez niht. unmezige zuht ist gar einwiht (V. 1183–1196) […] wer sunet, so ez were zornes wert, und sleht, so man genaden gert, der hat niht guter tugende kunde, wan er ubet schande und sunde. dem kinde wil ich den pfennink borgen; sin zuhtmeister sol mir besorgen vier und zweinzik pfenninge oder zwen schillinge. (V. 1221–1228) | Von dem Dritten tue ich kund, dass man es viel schlägt zu jeder Stunde, wenn es das nicht verdient hat, und wenn es etwas falsch macht, lässt man es gänzlich ungestraft. Welcher Erzieher sich so danebenbenimmt, dass er sich von seinem eigenen Zorn lenken lässt und mit Scheltworten schlecht spricht, der hat seinen Anstand (seine Zucht) damit verloren und wäre viel besser verborgen. Das Kind braucht die Zuchtrute, und züchtigende Sprache, die aber auch weise (sein muss.) Die fürchtet es sehr, aber sie lähmt es nicht. Maßlose Zucht ist ganz unangebracht Wer nachsichtig ist, wo es des Zornes würdig wäre, und schlägt, wo man um Gnade bittet, der kennt gute Tugend nicht, denn er begeht Schande und Sühne. Dem Kind will ich den Pfennig erlassen; sein Zuchtmeister soll mir vierundzwanzig Pfennige oder zwei Schilling besorgen. |

### Interpretation
Die ausgewählte Textstelle zeigt beispielhaft, dass Konrad von Haslau nicht nur stur seine Lehren weitergeben wollte, sondern durchaus Verständnis und Mitgefühl für die Kinder besaß. Unnötige, brutale Gewalt an Kindern sah er als Fehltritt des Zuchtmeisters, den er dafür auch tadelte. Statt dem Kind musste in diesem Fall der Zuchtmeister die Buße zahlen. Man kann also davon ausgehen, dass Konrad von Haslau mit Herz und Verstand seine Lehren weitergeben wollte und dass ihm viel daran lag mit seinen Lehren die Erziehung zu verbessern. Darauf aufbauend hat Simone Buhr in ihrer Diplomarbeit gezeigt, dass Konrad von Haslau nicht nur dem Kind gegenüber kritisch war, sondern auch die Erziehungsfehler der Eltern und Erzieher erkannte und tadelte.
Konrad von Haslau hat also nicht nur ein Lehrgedicht für die kleinadelige Jugend verfasst, er hat darin auch einen meta-didaktischen Abschnitt eingebaut, in dem er die Lehrmeister belehrt und dazu Stellung nimmt, wie richtige Pädagogik auszusehen hat.
Wernfried Hofmeister sieht den „Jüngling“ von Konrad von Haslau als lebensnahe und eigenständige Lehrdichtung für ein kleinadeliges, späthöfisches Publikum. Er erkennt darin einen Kampf Konrads von Haslau gegen die emporstrebenden Bauern und für eine gute Erziehung der Jugend. Der Dichter hat eine Anstands- und Lebenslehre verfasst, hinter der eine Fülle neuer, sozial relevant gewordener Werte steht. Mit der Vermittlung und Stärkung dieser neuen Werte möchte Konrad von Haslau seine späthöfische Zuhörerschaft veredeln.
Gertrud Blaschitz, die den „Jüngling“ auf seine Aussagekraft als Quelle des mittelalterlichen Alltags untersucht hat, wertet die zahlreichen Mahnungen vor unhöfischen Vergnügungen als Zeichen der Angst des Autors vor dem Abstieg der adeligen Jugend in Bauernkreise. Besonders eindringlich wird vor Tavernenbesuchen, Trunkenheit und Würfelspiel gewarnt, was als Indiz dafür gewertet werden könne, dass die Taverne, der Alkohol und die Spielleidenschaft einen großen Anreiz auf die adelige Jugend ausübte.
Zusammenfassend lässt sich festhalten, dass Konrad von Haslau mit seinem „Jüngling“ eine Dichtung geschaffen hat, die nicht mit der Tradition bricht, ihr aber etwas Neues hinzufügt. Beim Lesen des „Jüngling“ kann man das Engagement des Autors erkennen, der Jugend neue Werte mitzugeben und für eine gute Erziehung einzutreten. „Der Jüngling“ ist eine sehr interessante Dichtung, aus der man viel aus der späthöfischen Zeit und von späthöfischen Werten erfahren kann. Konrad von Haslau erweist sich als engagierter Lehrmeister, dem viel daran liegt, den Kindern eine angemessene Erziehung zu ermöglichen.

### Die Tischzucht im „Jüngling“
Im Verfasserlexikon wird „Der Jüngling“ von Hans-Friedrich Rosenfeld als eine der ersten Tischzuchten in deutscher Sprache bezeichnet, da gutes Benehmen bei Tisch ein wichtiges Thema der Dichtung ist. Wernfried Hofmeister fügt dem hinzu, dass die Tischzuchtelemente von Konrad von Haslau nicht im üblichen, monotonen Stil der Tischzuchtliteratur heruntergespult werden, sondern durch die lebhafte, lebensnahe Darstellung des Autors bereichert werden.

### Das Grundmotiv der Pfennigbuße
Die Pfennigbuße bildet ein wichtiges Prinzip in der Dichtung Konrad von Haslaus, das gleichzeitig zum gliedernden Prinzip der Darstellung wird. Jeder Abschnitt legt zunächst Gedanken des Dichters zu richtigem Verhalten dar und wird dann mit der manchmal leicht variierten Formel „swa daz tuot ein jungelinc, / der gebe mir einen phenninc“. Konrad von Haslau fordert also von Jünglingen, die gegen von ihm dargelegte Verhaltensregeln verstoßen, einen Pfennig.
Hans-Friedrich Rosenfeld geht davon aus, dass Konrad von Haslau dieses Grundmotiv der „Disciplina clericalis“ des Petrus Alphonsi entnommen hat, der einer der frühesten Vermittler arabischen Geistes in Spanien war und seine Erziehungslehre durch orientalische Erzählungen stützte. Eine dieser Erzählungen handelt von einem Dichter, der auf seine Bitte vom König das Recht erhält, als Stadttorwärter von jedem mit Gebrechen einen Denar erheben zu dürfen, was dann auch auf das Moralische ausgeweitet wird. Obwohl es nicht sichtbar wird, dass Konrad von Haslau Lateinkenntnisse hatte, geht Rosenfeld davon aus, dass er über Zwischenstufen davon erfahren hat. Konrad von Haslau hat das Motiv in der Geschichte dazu gewandelt, dass jeder Jüngling, der gegen die von ihm dargestellten Verhaltensregeln verstößt, ihm einen Pfenning entrichten möge.
Wernfried Hofmeister hält die Annahme von Rosenfeld für zu weit hergeholt. Er geht vielmehr davon aus, dass Konrad von Haslau selbst auf den Gedanken gekommen ist, da ihm das Prinzip der Geldbuße etwa durch den Ablasshandel der Kirche oder durch den rechtsgültigen Schwabenspiegel bekannt gewesen sein dürfte.